# دیوید هارولد
دیوید ادگار هارولد (به انگلیسی: David Edgar Herold)‏ (۱۶ ژوئن ۱۸۴۲ – ۷ ژوئیهٔ ۱۸۶۵) همدست جان ویلکس بوث در ترور آبراهام لینکلن بود. پس از آن‌که هارولد همدستش، لوئیس پاول را به خانهٔ وزیر امور خارجهٔ وقت آمریکا، ویلیام سیوارد برد تا او را بکشد، خودش گریخت و در خارج از واشینگتن دی‌سی به بوث پیوست. هارولد و بوث هر دو به سمت سوراتسویل در مریلند حرکت کردند تا سلاح‌هایی که مری سورات پیشتر برایشان در ملک شخصی‌اش پنهان کرده بود را بردارند. از آن‌جا که به هنگام فرار پای بوث شکسته بود، هارولد او را تا خانهٔ دکتر ساموئل ماد همراهی کرد. ماد پای در رفتهٔ بوث را جا انداخت و پس از آن، بوث و هارولد از مریلند رهسپار ویرجینیا شدند. هارولد تا هنگامی که مقامات، آن دو را پیدا کردند بوث را همراهی کرد. پس از آن‌که هارولد و بوث در انبار غلهٔ مِلک شخصی ریچارد هنری گرت توسط سربازان ارتش اتحادیه به تله افتادند، هارولد تسلیم شد ولی بوث که از تسلیم شدن امتناع می‌کرد توسط گروهبان توماس بوستون کوربرت مجروح شد و ساعاتی بعد درگذشت. هارولد پس از آن‌که به مشارکتش در توطئه برای قتل لینکلن اعتراف کرد، محاکمه و به اعدام محکوم شد. حکم اعدام هارولد در ۷ ژوئیهٔ ۱۸۶۵، یک روز پس از محکومیتش، اجرا شد.